# Elsteraue bei Bad Köstritz
Elsteraue bei Bad Köstritz este o arie protejată (arie specială de conservare — SAC, sit de importanță comunitară — SCI) din Germania întinsă pe o suprafață de 48 ha, integral pe uscat.

## Localizare
Centrul sitului Elsteraue bei Bad Köstritz este situat la coordonatele 50°56′40″N 12°00′35″E / 50.9444°N 12.0097°E.

## Înființare
Situl Elsteraue bei Bad Köstritz a fost declarat sit de importanță comunitară în septembrie 2000 pentru a proteja 9 specii de animale. Situl a fost protejat și ca arie specială de conservare în iulie 2008.

## Biodiversitate
Situată în ecoregiunea continentală, aria protejată conține 3 habitate naturale: Lacuri eutrofice naturale cu vegetație de tip Magnopotamion sau Hydrocharition, Fânețe de joasă altitudine (Alopecurus pratensis, Sanguisorba officinalis), Păduri aluvionare cu Alnus glutinosa și Fraxinus excelsior (Alno-Padion, Alnion incanae, Salicion albae).
La baza desemnării sitului se află mai multe specii protejate:
- păsări (7): barză neagră (Ciconia nigra), ciocănitoare neagră (Dryocopus martius), muscar negru (Ficedula hypoleuca), Gallinula chloropus chloropus, grelușelul-de-tufiș (Locustella fluviatilis), ciocănitoare verzuie (Picus canus), pițigoi-pungar (Remiz pendulinus)
- mamifere (2): vidră de râu (Lutra lutra), liliac cu urechi mari (Myotis bechsteinii)

Pe lângă speciile protejate, pe teritoriul sitului au mai fost identificate 1 specie de plante, 1 specie de păsări, 3 specii de amfibieni, 6 specii de mamifere, 25 de specii de nevertebrate.